# Theo Vertongen
Theo Vertongen is een gastpersonage uit de televisiereeks F.C. De Kampioenen. Theo werd gespeeld door Alex Cassiers. Hij was te zien in 1997, 2003, 2005, 2009 en 2010.

## Personage
Theo Vertongen is de vader van de tweeling Marc en Bart. Hij is gehuwd met Marie-Paule Vertongen. Samen met haar baat hij een begrafenisonderneming uit.
In reeks 14 hielp hij samen met Marie-Paule de Kampioenen om Fernand Costermans wijs te maken dat Xavier Waterslaeghers door Fernands schuld overleden was.
In reeks 15 wilden hij en Marie-Paule hun begrafenisonderneming schenken aan Marc en Bieke. Zij weigerden dit cadeau echter. Jaren later zullen Marc en Bieke alsnog de begrafenisonderneming overnemen,
In reeks 19 wordt Theo peter van zijn kleindochter Paulien.

## Afleveringen
- Reeks 7, Aflevering 8: Schijn bedriegt (1997)
- Reeks 14, Aflevering 2: Innige deelneming (2003)
- Reeks 15, Aflevering 8: Het cadeau (2005)
- Reeks 15, Aflevering 13: Het huwelijk (2005)
- Reeks 19, Aflevering 5: Doopfeest (2009)
- Reeks 20, Aflevering 6: Een kaarsje (2010)

## Uiterlijke kenmerken
- Lang van gestalte
- Blondbruin haar, later grijs
- Bruine bril
- Dikwijls gekleed in rouwkledij

## Catch phrases
- "Excuseer dat ik mij verontschuldig"
- "Verontschuldig dat ik mij excuseer"
- "Pardon dat ik mij excuseer"
- "Fiston!"